# Marguerite Tudor
Titre
Reine consort d'Écosse
8 août 1503 – 9 septembre 1513
(10 ans, 1 mois et 1 jour)
Marguerite Tudor, née le 28 novembre 1489 au palais de Westminster et morte le 18 octobre 1541 au château de Methven, était l'aînée des deux filles survivantes d'Henri VII d'Angleterre et d'Élisabeth d'York, et la sœur aînée d'Henri VIII. En 1503, elle fut mariée à Jacques IV, roi d'Écosse, ce qui devait faire d'elle la mère de Jacques V et la grand-mère de Marie Stuart. Ce mariage fut indirectement à l'origine de l'Union des deux royaumes en 1603 par son descendant (arrière-petit-fils) Jacques VI et Ier. C'est le destin, a-t-on dit, qui avait prédestiné Marguerite à devenir reine consort d'Écosse, puisque, née le 28 novembre 1489, elle fut baptisée le 30 — jour de saint André, le patron de l'Écosse — dans l'église de Sainte-Marguerite à Westminster.

## Biographie

### Le Chardon et la Rose

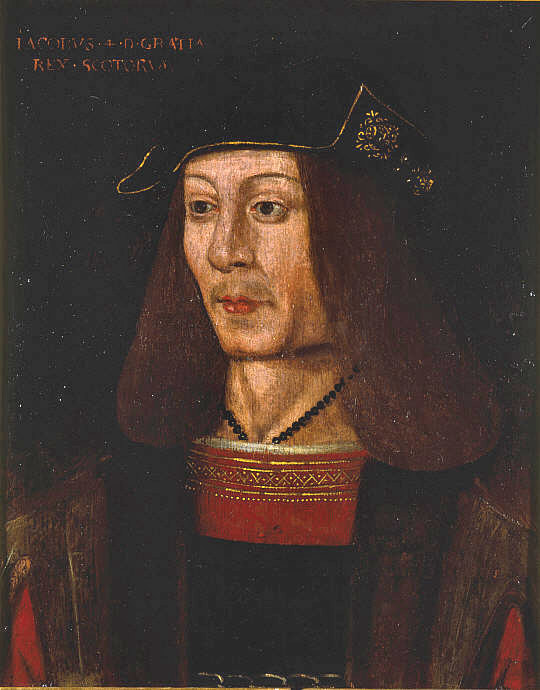
Jacques IV d'Écosse

Pour les rois, les filles peuvent avoir été moins désirées que les garçons ; elles n'en étaient pas moins des éléments politiques importants dans un monde où diplomatie et mariages étaient souvent étroitement liés. Avant même qu'elle eût six ans, Henri VII avait eu l'idée d'un mariage entre elle et Jacques IV d'Écosse, pour empêcher ce dernier de soutenir Perkin Warbeck, prétendant yorkiste au trône d'Angleterre. Sans être tout de suite acceptée, la proposition une fois faite ne fut pas retirée. En septembre 1497, Jacques conclut avec Henri une très longue trêve et le mariage fut une fois encore envisagé comme une possibilité sérieuse. On assure que certains, au conseil royal d'Angleterre, soulevèrent des objections à cette union, en représentant qu'il placerait les Stuarts dans la ligne directe de succession, mais Henri, fin renard, leur répondit qu'en pareil cas le royaume n'en souffrirait aucun dommage, car ce ne serait pas l'Écosse qui s'agrandirait de l'Angleterre, mais l'Angleterre qui s'agrandirait de l'Écosse.
Le 24 janvier 1502, l'Écosse et l'Angleterre conclurent le Traité de Paix perpétuelle, le premier accord de ce genre entre les deux royaumes depuis plus de 170 ans. Le même jour, un traité de mariage fut aussi conclu : c'était le signe le plus manifeste de la nouvelle paix et sa garantie. Le mariage ayant été totalement réalisé par procuration, Marguerite fut désormais considérée comme la reine d'Écosse ; certains historiens rapportent que son frère Henri, qui était alors un enfant et encore simple duc d'York, entra dans une crise de rage, quand il se rendit compte qu'à la cour sa sœur avait maintenant préséance sur lui.
En 1503, Marguerite arriva enfin en Écosse après un grand voyage dans le nord. Dans la ville d'York, il existe encore aujourd'hui une plaque qui rappelle l'endroit précis où la reine d'Écosse en a passé les portes. Dès son arrivée Marguerite éprouva un grand choc, quand un feu d'écurie tua quelques-uns de ses chevaux préférés, et c'est son nouvel époux qui vint la consoler. Elle et Jacques furent mariés le 8 août 1503 à l'abbaye d'Holyrood à Édimbourg, union célébrée par le poète William Dunbar dans Le Chardon et la Rose :
Douce dame au visage charmant,
Fille chère d'un roi très puissant,
Et d'une princesse sereine,
Bienvenue ici, notre Reine…

### La reine régente
Le traité de 1502, loin d'être perpétuel, survécut à peine à la mort d'Henri VII en 1509. Son successeur, Henri VIII d'Angleterre, jeune et agressif, avait peu de goût pour la diplomatie prudente de son père, et il prépara bientôt une guerre contre la France, la vieille alliée de l'Écosse. En 1513 Jacques IV envahit l'Angleterre pour honorer son engagement de l'Auld Alliance, mais ce ne fut que pour trouver la défaite et la mort à la Bataille de Flodden Field le 9 septembre. Marguerite, enceinte à la mort de son mari, donna naissance à Alexandre, quatrième enfant du couple, en avril 1514. Elle s'était opposée à cette guerre, mais le testament royal la nommait régente pour son fils, Jacques, encore tout jeune, aussi longtemps qu'elle resterait veuve.
Le Parlement se réunit à Stirling peu après Flodden, et confirma Marguerite en tant que régente. Il était rare qu'une femme fût bien acceptée dans une position de pouvoir suprême, et Marguerite était la sœur d'un roi ennemi, ce qui ne pouvait qu'aggraver ses problèmes. En très peu de temps, un parti pro-français prit forme au sein de la noblesse, pressant qu'on remplaçât la reine par John Stewart, 2e duc d'Albany, le plus proche parent mâle des petits princes et maintenant le troisième dans la ligne de succession au trône. Albany, qui était né en France et y avait été élevé, était le représentant vivant de l'Auld Alliance, en contraste avec Marguerite pro-anglaise.
La pauvre Marguerite se trouvait dans une situation presque impossible avec une opposition à la régence qui ne cessait de grandir au sein du conseil royal lui-même. Elle sut agir cependant avec calme et non sans adresse politique. Pour juillet 1514, elle avait réussi à réconcilier les partis opposés, et l'Écosse — en même temps que la France — conclut la paix avec l'Angleterre ce même mois. Cependant, dans sa recherche d'alliés politiques parmi la noblesse écossaise frondeuse, elle commit une erreur fatale, en soumettant sa raison et sa prudence à la passion et à la séduction.
En recherchant des appuis, Marguerite se tourna de plus en plus vers la puissante famille des Douglas, et elle se sentit particulièrement attirée par Archibald Douglas, 6e comte d'Angus, que même son oncle Gavin Douglas, ecclésiastique et poète, appelait un « jeune imbécile sans cervelle ». Sans mesurer les conséquences d'une pareille union, Marguerite et Douglas se marièrent secrètement le 6 août dans l'église paroissiale de Kinnoull, près de Perth. Non seulement cela mécontenta les autres familles nobles, mais la fraction minoritaire pro-française au conseil en fut immédiatement renforcée ; on trouvait à sa tête James Beaton, l'archevêque de Glasgow. Selon les dispositions établies par le feu roi, s'étant remariée, elle avait renoncé à sa régence. Avant que le mois fût écoulé, elle fut obligée de céder la place à Albany. En septembre, le Conseil privé décida qu'elle avait perdu également ses droits sur l'éducation de ses fils ; sur quoi, se méfiant, elle et ses alliés emmenèrent les princes au Château de Stirling.
Albany arriva en Écosse en mai 1515 et fut finalement installé comme régent en juillet. Sa première tâche fut de recevoir la garde de Jacques et d'Alexandre, ce qui était politiquement essentiel pour l'autorité de la régence. Marguerite, après avoir d'abord résisté, se soumit à Stirling en août. Avec les princes entre les mains de leur oncle, la reine douairière, à présent enceinte d'Angus, se retira à Édimbourg. Pendant quelque temps, son frère lui avait conseillé de fuir en Angleterre avec ses fils; mais elle avait toujours refusé de le faire, craignant qu'un tel geste pût coûter son trône à Jacques.
Ne présentant plus d'intérêt dans cette affaire, elle obtint la permission d'aller à Linlithgow, d'où elle s'enfuit en passant la frontière. Elle fut reçue par Lord Dacre, à qui Henri avait confié les marches et emmenée au Château de Harbottle où, au début d'octobre, elle donna naissance à Marguerite Douglas, future comtesse de Lennox et mère de Henry Stuart (Lord Darnley), qui devait être le deuxième époux de Marie Stuart. Alors qu'elle était toujours dans le nord de l'Angleterre, elle apprit la mort d'Alexandre. Dacre lui fit comprendre qu'Albany — nouveau Richard III — en était responsable. Mais Marguerite, malgré sa pauvre situation, refusa d'accepter une telle idée, disant que, si le régent avait vraiment souhaité s'attribuer le trône, la mort de Jacques lui aurait mieux convenu. C'est aussi à cette époque qu'elle commença enfin à se rendre compte de ce qu'Angus valait vraiment, puisque ce dernier, ne considérant que ses propres intérêts, était revenu en Écosse pour faire la paix avec le régent, « ce qui donna à Marguerite beaucoup à réfléchir ». Quand Henri apprit qu'Angus n'accompagnerait pas sa sœur à Londres, il déclara : « Il a agi comme un Écossais ». Il ne faudrait pas, cependant, juger trop durement Angus. C'est que tout son pouvoir, toute sa richesse et toute son influence étaient en Écosse ; abandonner le pays pouvait lui valoir une déchéance pour trahison. À cet égard il avait bien connu l'exemple d'un parent, James Douglas, 9e comte de Douglas, qui avait fui en Angleterre au siècle précédent, et qui avait été toute sa vie un mercenaire déshérité.

### Mariage et politique
Marguerite fut bien reçue par Henri et, pour confirmer son statut, fut logée à Scotland Yard, l'ancien palais des rois d'Écosse. En 1517, après une année passée en Angleterre, elle retourna dans le Nord, après qu'un traité de réconciliation eut été négocié entre Albany, Henri et le cardinal Wolsey. Provisoirement Albany était absent en France — où une nouvelle fois il renouvelait la Auld Alliance et prenait des dispositions pour le futur mariage de Jacques V — mais la reine douairière fut reçue à la frontière par son représentant, le Sieur de la Bastie, en même temps que par son mari. La paix pouvait bien être arrivée, il était cependant parfaitement clair qu'on se méfiait toujours de Marguerite et qu'on ne la laissait approcher son fils que de façon très limitée.
Bien que Marguerite et Angus se fussent provisoirement réconciliés, il fallut peu de temps pour que leurs rapports commençassent à se détériorer définitivement. Elle découvrit que, pendant qu'elle était en Angleterre, son mari avait vécu avec Lady Jane Stewart, une ancienne maîtresse, ce qui était déjà mauvais, mais pire encore qu'il avait vécu avec l'argent de sa femme. En octobre 1518 elle écrivit à son frère, en faisant des allusions à un divorce;
« Je suis douloureusement troublée au sujet de Lord d'Angus depuis mon dernier retour en Écosse, et chaque jour de plus en plus, si bien que nous ne nous sommes pas trouvés ensemble cette moitié de l'année … j'en suis au point, si la loi de Dieu et mon honneur m'y autorisent, de me séparer de lui, car je comprends bien qu'il ne m'aime pas, comme il me le montre tous les jours. »
C'était un problème difficile pour Henri ; de conviction conservatrice et orthodoxe, il s'opposait au divorce par principe — ce qui laisse rêveur, si l'on considère ce qu'il devait faire par la suite. Tout aussi important était le fait qu'Angus était un allié utile, un contrepoids efficace contre Albany et la faction pro-française. Outrée par son attitude, Marguerite se rapprocha du parti d'Albany et se joignit à d'autres pour l'appeler à revenir de France. Albany, nullement pressé apparemment de revenir dans ce turbulent royaume du Nord, suggéra qu'elle reprît elle-même la régence. La querelle entre les époux devait dominer la politique écossaise pendant les trois années suivantes, compliquée encore par une violente rivalité entre Angus et James Hamilton, 1er comte d'Arran ; avec une rapidité surprenante, Marguerite passa du camp de l'un à celui de l'autre.
Albany revint finalement en Écosse en novembre 1521 et fut chaleureusement reçu par Marguerite. On chuchota bientôt que leurs relations cordiales dépassaient le domaine politique. Angus partit pour l'exil, tandis que le Régent — avec l'appui total de la reine douairière — s'attachait à remettre en ordre un pays déchiré par trois ans de conflits entre factions. Albany était utile pour Marguerite : on savait qu'il avait de l'influence à Rome, ce qui aiderait à faciliter sa demande de divorce. Angus et ses partisans faisaient courir la rumeur que tous les deux étaient amants, au point que même Lord Dacre, qui avait l'esprit rassis, écrivit à Wolsey, en prédisant que Jacques serait assassiné et qu'Albany deviendrait roi et se marierait avec Marguerite. Mais leurs rapports ne dépassèrent pas le simple calcul d'intérêt personnel, comme les événements devaient bientôt le prouver.

### Le coup d'État de Marguerite
Au fond d'elle-même Marguerite restait une Anglaise dans son attitude et dans sa façon de voir, et ce qu'elle désirait le plus sincèrement, c'était une meilleure entente entre son pays natal et sa dynastie d'adoption. Mais elle comprit vite combien la politique écossaise pouvait être périlleuse et que survivre dépendait de la capacité à maintenir un équilibre entre les intérêts opposés. La situation pressante exigeait une alliance avec Albany et la faction pro-française, surtout après les désastreuses guerres frontalières avec l'Angleterre au début des années 1520. Mais Albany ne se fut pas plus tôt éloigné qu'elle entreprit de se créer un parti qui lui serait propre. En 1524 le Régent fut finalement écarté du pouvoir grâce à un coup d'État simple mais efficace. Comme il se trouvait une nouvelle fois en France, Marguerite, avec l'aide d'Arran et des Hamilton, ramena Jacques, âgé maintenant de douze ans, de Stirling à Édimbourg. C'était un geste audacieux mais bien vu du peuple. En août le Parlement mit fin à la régence, et confia à Jacques tous les pouvoirs d'un roi. En pratique, il continua à être gouverné par d'autres, surtout par sa mère. Quand Beaton s'opposa à ces nouvelles dispositions, Marguerite le fit arrêter et jeter en prison. En novembre, le Parlement reconnut officiellement Marguerite comme principale conseillère du roi.
L'alliance de Marguerite avec Arran ne pouvait que lui aliéner les autres familles nobles. Sa situation ne s'améliora pas quand son frère permit à Angus de revenir en Écosse. Ces deux facteurs jusqu'à un certain point lui échappaient. Mais ce n'était pas là le plus dangereux pour elle. Elle s'attacha une nouvelle fois, cette fois à Henry Stewart, frère cadet de Lord Avondale. Stewart fut nommé au conseil supérieur, ce qui déchaîna, entre autres, la colère du comte de Lennox, qui conclut rapidement une alliance avec son mari dont elle était séparée. Ce même mois de novembre où le Parlement avait confirmé le rôle politique de Marguerite, sa guerre avec Angus tourna à la farce meurtrière. Quand il arriva à Édimbourg à la tête d'un grand nombre d'hommes en armes, réclamant son droit d'assister au Parlement, elle ordonna aux canons de tirer sur lui, aussi bien depuis le Château d'Édimbourg que du Palais de Holyrood. Quand les deux ambassadeurs anglais présents à la cour lui objectèrent qu'elle ne devait pas attaquer son légitime époux, elle leur répondit avec colère de « rentrer chez eux et de ne pas se mêler des affaires de l'Écosse. » Angus se retira pour le moment, mais, sous des pressions venant de différents côtés, la Reine finit par l'admettre au conseil de régence en février 1525. C'était tout ce dont il avait besoin. S'étant emparé de la garde de Jacques, il refusa de renoncer à lui, et exerça sous son nom le pouvoir suprême pendant une période de trois ans. L'expérience que Jacques retira de ce moment-là fut une haine définitive tant de la maison de Douglas que du parti pro-anglais.

### Divorce, mariage et mort
Marguerite tenta de résister, mais fut forcée de se plier aux nouvelles réalités politiques. En outre, à ce moment-là, son envie de divorcer avait tourné à l'obsession, passant avant toutes les autres affaires. Elle était disposée à se servir de tous les arguments, y compris le mythe largement répandu que Jacques IV n'avait pas été tué à Flodden. Malgré son coup d'État de 1524, elle correspondait chaleureusement avec Albany, qui poursuivait pour elle ses efforts à Rome. En mars 1527, le pape Clément VII fit droit à sa requête. En raison de la situation politique en Europe à cette époque, ce ne fut pas avant décembre qu'elle apprit la bonne nouvelle. Sans perdre un moment, elle épousa Henry Stuart, passant outre aux pieux avertissements de son frère, lui disant que le mariage était d'institution divine, et à ses protestations contre la « honteuse décision venue de Rome ». À peine quelques années plus tard, Henri rompait les relations avec Rome précisément parce qu'il n'avait pas pu recevoir pour lui la même « honteuse décision ».
En juin 1528, Jacques finit par se libérer de la tutelle d'Angus — une fois de plus contraint à fuir en exil — et commença à régner lui-même. Marguerite fut une des premières bénéficiaires du coup d'État royal, elle et son mari devenant maintenant les principaux conseillers du roi. Jacques créa Stuart Lord Methven « en raison du grand amour qu'il portait à la plus chère des mères ». On a prétendu — faussement — que la Reine aurait souhaité un mariage entre son fils et sa nièce, la princesse Marie, mais elle contribua à l'accord de paix anglo-écossais de mai 1534.
Le but central de la vie politique de Marguerite — outre d'assurer sa propre survie — était d'amener une meilleure entente entre l'Angleterre et l'Écosse, objectif qu'elle a maintenu à travers des époques difficiles. Jacques se méfiait de Henri, surtout parce que ce dernier continuait à soutenir Angus, un homme que lui-même détestait passionnément. Malgré tout, au début de 1536, sa mère le persuada de rencontrer son oncle. Ce fut son moment de triomphe, et elle écrivit à Henri et à Thomas Cromwell, à présent le conseiller le plus écouté de ce dernier, en disant que c'était « grâce à notre conseil et à personne d'autre au monde ». Elle espérait une grande manifestation dans le style du Camp du Drap d'Or et dépensa une somme énorme pour la préparer. Finalement cela n'aboutit à rien parce trop de voix s'étaient élevées contre et parce que Jacques ne voulait pas être dirigé par sa mère ni par personne d'autre. Dans un entretien privé avec l'ambassadeur d'Angleterre, elle laissa voir sa déception — « Je suis lasse de l'Écosse », avoua-t-elle. Sa lassitude allait jusqu'à lui faire trahir des secrets d'État au profit de Henri.
Elle était peut-être lasse de l'Écosse : à présent elle l'était encore plus de Lord Methven, qui se montrait encore pire qu'Angus dans son désir de courir les femmes tout en profitant de l'argent de son épouse. Elle aurait voulu une nouvelle fois divorcer, mais cette fois-ci elle se heurta à l'opposition de Jacques, qu'elle crut soudoyé par son mari. Une nouvelle fois, comme ce fut si souvent le cas dans la vie de Marguerite, la tragédie et le malheur alternaient avec l'intrigue et la farce. À un moment elle s'enfuit vers la frontière, mais ce ne fut que pour être rattrapée et reconduite à Édimbourg. À plusieurs reprises, elle écrivit à Henri pour se plaindre de sa pauvreté et lui demander argent et protection — elle souhaitait l'aisance et le confort plutôt que d'être obligée « de suivre son fils partout comme une dame d'honneur sans le sou ».
En juin 1538 Marguerite accueillit en Écosse Marie de Guise, la jeune épouse française de Jacques. Les deux femmes, parmi les plus importantes de l'histoire de l'Écosse, s'entendirent bien, même si Marguerite, d'une vanité maladive, se voyait soumise à l'humiliation de n'être plus considérée que comme la « Vieille Reine ». Marie s'assura que sa belle-mère, réconciliée maintenant avec Methven, faisait des apparitions régulières à la cour, et on rapporta à Henri que « la jeune reine était toute papiste et la vieille reine guère moins ».
Marguerite mourut d'une attaque au château de Methven, dans le Perthshiren, le 18 octobre 1541 et fut enterrée au Prieuré des Chartreux de Saint-Jean à Perth (démoli en 1559 au moment de la Réforme). La dynastie de son frère se termina avec Élisabeth Ire, morte sans enfants, et le trône d'Angleterre revint aux héritiers de Marguerite. Son arrière-petit-fils, Jacques VI d'Écosse, devint Jacques Ier d'Angleterre, unissant ainsi les couronnes des deux pays, et conférant à Marguerite une sorte de triomphe posthume.

### Mariage et enfants
Elle épouse en 1503 Jacques IV d'Écosse dont :
- Jacques, duc de Rothesay (21 février 1507, au palais de Holyrood - le 27 février 1508, au château de Stirling) ;
- une fille mort-née (15 juillet 1508, au palais de Holyrood) ;
- Arthur, duc de Rothesay (20 octobre 1509, au palais de Holyrood - 14 juillet 1510, au château d'Édimbourg) ;
- le roi Jacques V (10 avril 1512, au palais de Linlithgow - 14 décembre 1542, au palais de Falkland) ;
- Une fille mort-née (novembre 1512, au palais de Holyrood) ;
- Alexandre, duc de Ross (30 avril 1514, au château de Stirling - 18 décembre 1515, au château de Stirling).

Elle épouse en 1514 Archibald Douglas dont :
- Margaret Douglas (1515-1577), épouse Matthew Stewart, régent d'Écosse de 1570 à 1571.

Elle épouse en 1528 Henry Stewart dont :
- Dorothea Stewart (morte jeune).

### Marguerite dans l'histoire
Marguerite perpétuait l'énergie des Tudor, elle partageait avec son frère l'aptitude à rebondir et l'obstination. Mais finalement elle est passée à côté de la vraie grandeur. Sa vanité et son inconstance l'emportaient souvent sur le bon sens et, lorsque ses propres intérêts étaient en jeu, elle était parfaitement capable de trahir tour à tour son pays d'adoption, son fils et son frère, et sans guère de problèmes de conscience. Elle étalait de façon indécente ses querelles privées sur la place publique et l'histoire de ses mariages oscilla entre le tragique et le pathétique. Malgré tout, pour une femme à cette époque, qu'elle soit arrivée à se débrouiller dans le labyrinthe dangereux de la politique écossaise et à rester au pouvoir pendant une grande partie de sa carrière, voilà qui force dans une certaine mesure l'admiration et le respect. Contre toute attente, Marguerite est restée au pouvoir, sous une forme ou sous une autre, pendant presque trente ans, alors que Marie Stuart, sa petite-fille, devait y rester à peine six ans.